# Arno Klaassen
Arnoldus Franciscus Augustines (Arno) Klaassen (Tilburg, 16 november 1979) is een Nederlandse bobsleeër.
Arno Klaassen begon met bobsleeën in 2005 en maakte zodoende nog geen deel uit van de olympische bob, waarmee Arend Glas op de Olympische Winterspelen 2002 actief was.
In januari 2006 kwalificeerde Klaassen zich definitief in het team, dat enkele weken daarvoor kwalificatie had afgedwongen voor de Olympische Winterspelen 2006 in Turijn. Hij deed dit door in het Duitse Oberhof zijn concurrenten voor de Spelen in een startwedstrijd achter zich te laten.
In Turijn trad Klaassen in de viermansbob aan met Arend Glas, Sybren Jansma, en Vincent Kortbeek. Cesar Gonzalez ging mee naar Turijn als stand-in. In de viermansbob stonden de Nederlanders na de eerste run op een twaalfde plaats, maar konden deze in de overige drie runs niet verdedigen en zakten zodoende naar de zestiende positie.